# 2017 aux États-Unis
Chronologie des États-Unis
- 2013
- 2014
- 2015
- 2016
- 2017
- 2018
- 2019
- 2020
- 2021

 2015 par pays en Amérique - 2016 par pays en Amérique - 2017 par pays en Amérique
2018 par pays en Amérique - 2019 par pays en Amérique 
Cette page concerne des événements qui se sont produits durant l'année 2017 du calendrier grégorien aux États-Unis.

## Gouvernement
- Président : Donald Trump (républicain)
- Vice-président : Mike Pence (républicain)
- Chief Justice : John G. Roberts Jr.

## Événements

### Janvier
- 3 janvier : ouverture du 115e congrès des États-Unis.
- 6 janvier : une fusillade à l'aéroport de Fort Lauderdale (Floride) fait cinq morts[1].
- 20 janvier : investiture de Donald Trump à la présidence et de Mike Pence comme vice-président.
- 21 janvier : Marche des femmes à Washington et dans d'autres villes.
- 23 janvier : les États-Unis se désengagent de l'accord de partenariat transpacifique.
- 27 janvier : décret présidentiel 13769 intitulé Protéger la Nation de l'entrée de terroristes étrangers aux États-Unis.
- 28 janvier : restrictions budgétaires massives en vue pour l'audiovisuel public aux États-Unis, sitôt Donald Trump installé à la Maison-Blanche[2].

### Février
- Crise du barrage d'Oroville en Californie.
- 1er février : Rex Tillerson devient secrétaire d'État.
- 26 février :  Thomas Perez remporte l'élection à la présidence du Comité national démocrate.

### Mars
- 24 mars : Donald Trump échoue à faire réformer l'Obamacare.

### Mai
- 9 mai : James Comey, directeur du FBI, est limogé par le président Donald Trump.
- 17 mai : Robert Mueller est nommé procureur spécial chargé de l’enquête sur les liens entre le président Donald Trump et la Russie.

### Juin
- 1er juin : Donald Trump annonce le retrait des États-Unis de l'accord de Paris sur le climat.

### Juillet
- 10 juillet : écrasement d'un Lockheed KC-130T de l'US Marine Corps.

### Août
- 12 et 13 août : la manifestation « Unite the Right » à Charlottesville (Virginie) fait un mort.
- 21 août : une éclipse solaire totale traverse les États-Unis d'ouest en est.
- 25 août : l'ouragan Harvey frappe le Texas, en particulier la région de Houston, puis la Louisiane.

### Septembre
- 6 septembre : l'ouragan Irma passe près de Porto Rico, puis frappe le sud de la Floride le 10 septembre.
- 20 septembre : l'ouragan Maria frappe Porto Rico.

### Octobre
- 1er octobre 2017 : une fusillade se produit pendant un festival au Mandalay Bay Resort and Casino de Las Vegas et cause la mort de plusieurs personnes[3].
- 31 octobre : attentat à Manhattan (New York).

### Novembre
- 5 novembre : fusillade de l'église de Sutherland Springs au Texas.
- 7 novembre : élections des gouverneurs dans le New Jersey et en Virginie.

### Décembre
- 6 décembre : le gouvernement de Donald Trump reconnaît unilatéralement Jérusalem comme capitale d'Israël.
- 14 décembre : la Federal Communications Commission met fin à la neutralité du réseau aux États-Unis.
- 18 décembre : accident ferroviaire dans l'État de Washington.